# یواس‌اس ماکوکتا (ای‌اوجی-۵۱)
یواس‌اس ماکوکتا (ای‌اوجی-۵۱) (به انگلیسی: USS Maquoketa (AOG-51)) یک کشتی بود که طول آن ۳۱۰ فوت ۹ اینچ (۹۴٫۷۲ متر) بود. این کشتی در سال ۱۹۴۴ ساخته شد.